# North Harbour Stadium
Das North Harbour Stadium (deutsch North-Harbour-Stadion) ist ein Rugby- und Fußballstadion und befindet sich in Albany, einem Ortsteil der neuseeländischen Stadt North Shore, der nördlichsten Stadt im Ballungsraum Auckland. Die 1997 nach knapp einem Jahrzehnt in der Diskussions-, Planungs- und Bauphase eröffnete Anlage wird aufgrund seiner rechteckigen Spielfläche nur für Rugby und Fußball genutzt. Auf der benachbarten ovalen Spielfläche werden die großen Cricket-Begegnungen der Region ausgetragen.

## Aufbau
Das North Harbour Stadium hat eine offizielle Aufnahmekapazität für 25.000 Menschen. 19.000 Plätze, also 76 %, sind bestuhlt, während sich die restlichen 6.000 Plätze auf die seitlichen Grasdämme verteilen. Die große Haupttribüne ist ein futuristisch anmutendes Bauwerk, das von einem charakteristisch gebogenen Dach überspannt wird. Die Haupttribüne verfügt über drei Sitzbereiche, sowie über mehrere Lounges. Insgesamt kommen 12.000 Personen auf der im Süden der Spielfläche gelegenen Tribüne unter. Gegenüber der Haupttribüne findet sich eine nicht überdachte Tribüne für 7000 Menschen. An den beiden übrigen Enden, also im Osten und Westen befinden sich aufgeschüttete Grasdämme, die jeweils Platz für 3000 Personen bieten. Im Westen befindet sich die Anzeigetafel, während sich im Osten der Bildschirm für Wiederholungen befindet. Für die geeignete Beleuchtung sorgen vier 45 Meter hohe Flutlichttürme.
Im Stadion gibt es elf Räumlichkeiten, die für Tagungen, Feiern, Schulbälle, Galadinner, Ausstellungen, Messen oder Produkteinführungen zur Verfügung stehen. Dazu bieten sich auf dem Gelände 1200 Parkplätze.

## Mannschaften und Veranstaltungen
Das North Harbour Stadium ist die Heimspielstätte für die am Mitre 10 Cup teilnehmende Auswahlmannschaft der North Harbour Rugby Union, die im Jahr 1985 gegründet wurde. Außerdem wird mindestens ein Heimspiel der Blues, des Vertreters der nördlichen neuseeländischen Nordinsel in der Super-Rugby-Liga, im North Harbour Stadium ausgetragen. Zum einen tragen die „All Blacks“, die neuseeländische Rugby-Union-Nationalmannschaft, meist das erste Heimspiel der Saison in Albany aus. Zum anderen nutzen auch die New Zealand Warriors, ein neuseeländischer Rugby-League-Verein, das North Harbour Stadium manchmal für Aufwärmspiele.
Von 2005 bis in das Jahr 2007 war die Arena zusätzlich Heimstadion der New Zealand Knights, der einzigen Profifußballmannschaft des Landes. Sie spielten in der im Jahr 2005 neu geschaffenen australischen Profifußballliga, der A-League, bis ihnen Ende der Saison 2006/07 keine Lizenz mehr zugestattet wurde. Der sportliche und wirtschaftliche Erfolg der Knights konnte nicht an die in Australien spielenden Vereine anknüpfen; nach Ende der Saison wurden sie jeweils letzter in der Tabelle und hatten einen Zuschauerschnitt von nur 3000 Personen. 2008 war das North Harbour Stadium Austragungsort der U-17-Fußball-Weltmeisterschaft der Frauen 2008. Neben sechs Vorrundenpartien werden das Finale und das Spiel um Platz drei in diesem Stadion ausgetragen. Weitere Austragungsorte sind das Waikato Stadium in Hamilton, der Newtown Park in Wellington sowie der Queen Elizabeth II Park in Christchurch.
Vom Start 2019 bis zur Auflösung 2023 wurde das Stadion vom Baseball-Franchise Auckland Tuatara aus der Australian Baseball League genutzt. Hierfür wurde die Spielstätte umfangreichen Umbaumaßnahmen unterzogen.
Darüber hinaus wird die Sportstätte für Konzerte genutzt. Es gaben Künstler und Bands wie Bryan Adams, The Corrs, Santana, Luciano Pavarotti, die Counting Crows, Stevie Nicks, Roger Waters, John Farnham, Pink Floyd, Cliff Richard, Yothu Yindi, Katchafire, The Who, Village People, Hello Sailor sowie Cher Konzerte.

## Länderspiele im Stadion

### U-17-Fußball-Weltmeisterschaft 1999
- 10. Nov. 1999, Gruppe A:  Neuseeland –  Vereinigte Staaten 1:2
- 11. Nov. 1999, Gruppe A:  Uruguay –  Polen 1:1
- 13. Nov. 1999, Gruppe A:  Neuseeland –  Uruguay 0:5
- 13. Nov. 1999, Gruppe A:  Vereinigte Staaten –  Polen 1:1
- 16. Nov. 1999, Gruppe A:  Polen –  Neuseeland 1:2
- 16. Nov. 1999, Gruppe A:  Vereinigte Staaten –  Uruguay 1:0
- 20. Nov. 1999, Viertelfinale:  Vereinigte Staaten –  Mexiko 3:2
- 24. Nov. 1999, Halbfinale:  Ghana –  Brasilien 2:2 n. V., 2:4 n. E.

### Fußball-Ozeanienmeisterschaft 2002
- 05. Juli 2002, Gruppe B:  Papua-Neuguinea –  Salomonen 0:0
- 05. Juli 2002, Gruppe B:  Neuseeland –  Tahiti 4:0
- 07. Juli 2002, Gruppe B:  Tahiti –  Salomonen 3:2
- 07. Juli 2002, Gruppe B:  Neuseeland –  Papua-Neuguinea 9:1
- 09. Juli 2002, Gruppe B:  Tahiti –  Papua-Neuguinea 3:1
- 09. Juli 2002, Gruppe B:  Neuseeland –  Salomonen 6:1

### Tri Nations 2004 (Rugby League)
- 16. Okt. 2004:  Neuseeland –  Australien 16:16

### U-17-Fußball-Weltmeisterschaft der Frauen 2008
- 28. Okt. 2008, Gruppe A:  Neuseeland –  Kanada 0:1
- 29. Okt. 2008, Gruppe A:  Dänemark –  Kolumbien 1:1
- 01. Nov. 2008, Gruppe A:  Kolumbien –  Kanada 1:1
- 01. Nov. 2008, Gruppe A:  Neuseeland –  Dänemark 1:2
- 04. Nov. 2008, Gruppe C:  Vereinigte Staaten –  Frankreich 1:1
- 05. Nov. 2008, Gruppe D:  England –  Südkorea 0:3
- 16. Nov. 2008, Spiel um Platz 3:  England –  Deutschland 0:3
- 16. Nov. 2008, Endspiel:  Nordkorea –  Vereinigte Staaten 2:1 n. V.

### Rugby-Union-Weltmeisterschaft 2011
- 10. Sep. 2011, Gruppe A:  Frankreich –  Japan 47:21
- 11. Sep. 2011, Gruppe C:  Australien –  Italien 32:6
- 22. Sep. 2011, Gruppe D:  Südafrika –  Namibia 87:0
- 30. Sep. 2011, Gruppe D:  Südafrika –  Samoa 13:5

### U-20-Fußball-Weltmeisterschaft 2015
- 30. Mai 2015, Gruppe A:  Neuseeland –  Ukraine 0:0
- 02. Juni 2015, Gruppe A:  Neuseeland –  Vereinigte Staaten 0:4
- 05. Juni 2015, Gruppe A:  Ukraine –  Vereinigte Staaten 3:0
- 05. Juni 2015, Gruppe A:  Panama –  Ghana 0:1
- 10. Juni 2015, Achtelfinale:  Ukraine –  Senegal 1:1 n. V., 1:3 i. E.
- 14. Juni 2015, Viertelfinale:  Vereinigte Staaten –  Serbien 0:0 n. V., 5:6 i. E.
- 17. Juni 2015, Halbfinale:  Senegal –  Brasilien 0:5
- 20. Juni 2015, Spiel um Platz 3:  Mali –  Senegal 3:1
- 20. Juni 2015, Endspiel:  Serbien –  Brasilien 2:1 n. V.

## Galerie

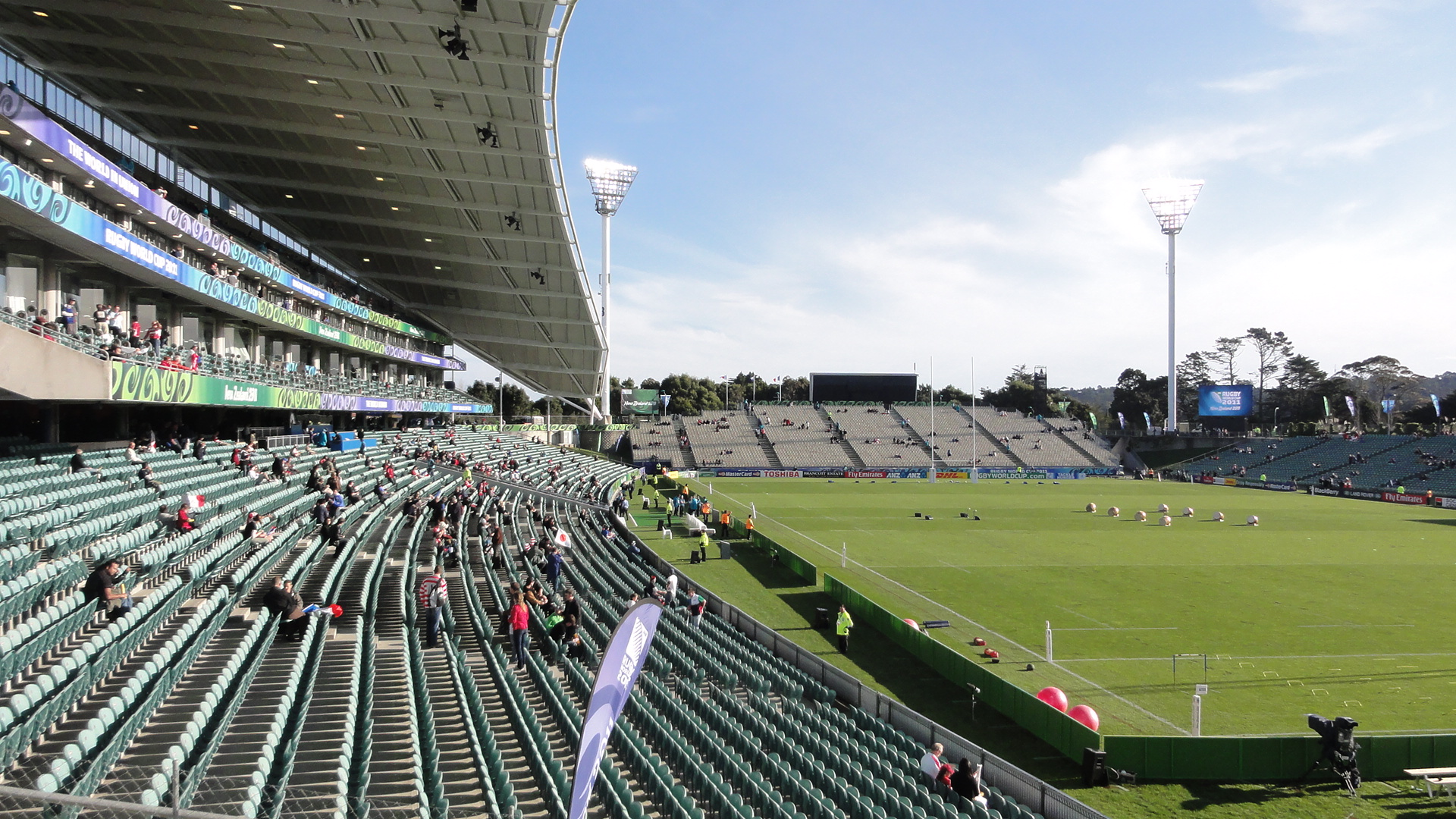
Das Stadion vor dem Spiel Frankreich gegen Japan (47:21) am 10. September bei der Rugby-Union-Weltmeisterschaft 2011